# Dekanat lubiewski
Dekanat Lubiewo – jeden z 30 dekanatów w rzymskokatolickiej diecezji pelplińskiej.

## Parafie
W skład dekanatu wchodzi 8 parafii:
- parafia Najświętszej Maryi Panny Królowej Polski – Bukowiec
- parafia Przemienienia Pańskiego – Bysław
- parafia Matki Bożej Różańcowej – Iwiec
- parafia św. Mikołaja – Lubiewo
- parafia św. Bartłomieja Apostoła – Polskie Łąki
- parafia św. Rocha – Rykowisko (Błądzim)
- parafia św. Maksymiliana Kolbego – Sucha
- parafia św. Marcina – Świekatowo

## Sąsiednie dekanaty
Jeżewo, Koronowo, Świecie nad Wisłą, Tuchola